# Santeny
Santeny är en kommun i departementet Val-de-Marne i regionen Île-de-France i norra Frankrike. Kommunen ligger i kantonen Villecresnes som tillhör arrondissementet Créteil. År 2022 hade Santeny 3 958 invånare.

## Befolkningsutveckling
Antalet invånare i kommunen Santeny
| Referens: INSEE |